# Аніонний інтервал
Аніонний інтервал, аніонний розрив, аніонний проміжок — це один з показників кислотного-основного балансу організму, яке розраховується за результатами кількох окремих медичних лабораторних досліджень. Він визначається за результатами аналізу електролітів крові, який часто проводиться як частина розгорнутої метаболічної панелі.
Аніонний інтервал (АІ) — це різниця в кількості між катіонами (позитивно зарядженими іонами) та аніонами (негативно зарядженими іонами) у сироватці крові, плазмі або сечі. Величину цієї різниці (тобто «інтервалу») у сироватці крові розраховують для виявлення метаболічного ацидозу. Якщо цей інтервал більший за норму, то діагностують метаболічний ацидоз з високим аніонним інтервалом.
Термін «аніонний інтервал» зазвичай означає «аніонний інтервал сироватки крові», але аніонний інтервал сечі також є клінічно корисним показником.

## Розрахунок
Аніонний інтервал (АІ) є розрахунковою мірою. Він обчислюється за формулою, яка використовує результати кількох окремих лабораторних тестів, кожен з яких вимірює концентрацію певного аніона або катіона.
Концентрації аніонів і катіонів виражаються в одиницях міліеквівалентів/літр (мЕкв/л) або в мілімолях/літр (ммоль/л).

### З калієм
АІ розраховується шляхом віднімання суми концентрацій хлориду та бікарбонату (аніонів) у сироватці крові від суми концентрацій натрію та калію (катіонів):
АІ = ([Na + ] + [K + ]) − ([Cl − ] + [HCO 
3 ]) = 20 мЕкв/л

### Без калію
Оскільки концентрація калію в сироватці дуже низька, вона зазвичай мало впливає на розрахований інтервал. Тому широко прийнятним стало виключення калію з формули:
АІ = [Na+] — ([Cl−] + [HCO3-])
Нормальний АІ = 8-16 мЕкв/л
Виражене словами, рівняння має вигляд:
Аніонний інтервал = натрій — (хлорид + бікарбонат)
що логічно еквівалентно:
Аніонний інтервал = (найпоширеніший катіон) мінус (сума найпоширеніших аніонів)
Бікарбонат також може називатися «загальним CO2» або «вуглекислим газом».

## Використання
Розрахунок аніонного інтервалу (АІ) є клінічно корисним, оскільки допомагає в диференціальній діагностиці низки захворювань.
Щоб загальний електричний заряд був нейтральним загальна кількість катіонів (позитивних іонів) повинна дорівнювати загальній кількості аніонів (негативних іонів). Однак, рутинні дослідження не вимірюють усі типи іонів. АІ відображає, скільки іонів не враховуються лабораторним вимірюванням. Ці «невиміряні» іони здебільшого є аніонами, тому це значення називається «аніонним інтервалом».
За визначенням, лише катіони натрію (Na⁺) та калію (K⁺) та аніони хлориду (Cl⁻) та бікарбонату (HCO3-) використовуються для розрахунку АІ. (Як обговорювалося вище, калій може використовуватися або ні, залежно від конкретної лабораторії.)
Також зазвичай вимірюються катіони кальцію (Ca2+) та магнію (Mg2+), але вони не використовуються для розрахунку АІ. Аніони, які зазвичай вважаються «невимірюваними», включають сульфати, кілька нормальних сироваткових білків та деякі патологічні білки (наприклад, парапротеїни, що містяться при множинній мієломі).
Аналогічно, при дослідженні електролітів часто вимірюють аніон фосфату (PO43-), але він не використовується для обчислення АІ.
При нормальному стані здоров'я в сироватці крові більше катіонів, які можна виміряти, ніж аніонів, тому АІ зазвичай позитивний. Оскільки ми знаємо, що плазма є електронейтральною (незарядженою), ми можемо зробити висновок, що розрахунок АІ відображає концентрацію невиміряних аніонів. АІ змінюється у відповідь на зміни концентрацій вищезгаданих компонентів сироватки крові, які відповідальні за кислотно-основний баланс.

## Діапазон нормальних значень
Різні лабораторії використовують різні формули та процедури для розрахунку АІ, тому референтний («нормальний») діапазон з однієї лабораторії не є безпосередньо взаємозамінним з діапазоном з іншої. Для інтерпретації результатів завжди слід використовувати референтний діапазон, наданий конкретною лабораторією, яка проводила дослідження. Також у деяких здорових людей значення можуть виходити за межі «нормального» діапазону, наданого будь-якою лабораторією.
Сучасні аналізатори використовують іоноселективні електроди, які забезпечують нормальний АІ <11 мЕк/л. Отже, згідно з новою системою класифікації, високий АІ — це будь-що вище 11 мЕк/л. Нормальний АІ часто визначається як такий, що знаходиться в межах прогнозованого інтервалу 3–11 мЕкв/л, із середнім значенням, оціненим у 6 мЕкв/л.
У минулому методи вимірювання АІ включали колориметрію для [PO43-] та [Cl−], а також полум'яну фотометрію для [Na+] та [K+]. Таким чином, нормальні референтні значення коливалися від 8 до 16 мЕк/л плазми без врахування [K+] та від 10 до 20 мЕк/л плазми з врахуванням [K+]. У деяких конкретних джерелах використовуються значення 15 та 8–16 мЕкв/л.

## Тлумачення та причини
Аніонний інтервал (АІ) можна класифікувати як високий, нормальний або, в рідкісних випадках, низький. Лабораторні помилки необхідно виключати щоразу, коли розрахунки АІ призводять до результатів, які не відповідають клінічній картині. Методи, що використовуються для визначення концентрацій деяких іонів, і для розрахунку АІ, можуть бути схильні до дуже специфічних похибок. Наприклад, якщо зразок крові не обробити одразу після його збору, подальший клітинний метаболізм лейкоцитів може призвести до збільшення концентрації HCO3-, що призводить до відповідного незначного зменшення АІ. У багатьох ситуаціях зміни функції нирок (навіть незначні, наприклад, спричинені зневодненням у пацієнта з діареєю) можуть змінювати АІ, який може виникнути при певному патологічному стані.
Високий АІ опосередковано вказує на підвищену концентрацію невиміряних аніонів. Підвищені концентрації невиміряних аніонів, таких як лактат, бета-гідроксибутират, ацетоацетат, PO43- та SO42-, які підвищуються при захворюванні або інтоксикації, спричиняють втрату HCO3- через активність бікарбонату як буфера (без одночасного збільшення Cl−). Таким чином, виявлення високого АІ має призвести до пошуку причин, що призводять до надлишку невиміряних аніонів, перелічених вище.

### Високий аніонний інтервал
На АІ впливають зміни невиміряних іонів. При неконтрольованому діабеті спостерігається збільшення кетокислот через метаболізм кетонів. За рівнянням Гендерсона-Хассельбальха підвищений рівень кислоти зв'язується з бікарбонатом, утворюючи вуглекислий газ, що призводить до метаболічного ацидозу. За цих умов концентрація бікарбонату знижується, діючи як буфер проти підвищеної присутності кислот (внаслідок основного захворювання). Бікарбонат через його буферну дію споживається невиміряним катіоном H+ , що призводить до високого АІ.
Причини метаболічного ацидозу з високим АІ:
- Лактацидоз
- Кетоацидоз
  - Діабетичний кетоацидоз
  - Небезпечне вживання алкоголю
- Токсини:
  - Метанол
  - Етиленгліколь
  - Пропіленгліколь
  - Молочна кислота
  - Уремія
  - Аспірин
  - Фенформін (з 1978 року не продається в США через ризик тяжкого лактоацидозу, але все ще є проблемою в усьому світі. «Старий метформін»)
  - Залізо
  - Ізоніазид
  - Ціанід у поєднанні з підвищеною венозною оксигенацією
- Ниркова недостатність викликає ацидоз з високим АІ через зниження екскреції кислоти та зниження реабсорбції HCO3-. Накопичення сульфатів, фосфатів, уратів та гіпурату пояснює високий АІ.

### Нормальний аніонний інтервал
У пацієнтів з нормальним АІ зниження рівня HCO3- — це первинна патологія. Оскільки існує лише один інший основний буферний аніон, його наявність має бути майже повністю компенсована збільшенням Cl−. Тому це явище також відомо як гіперхлоремічний ацидоз.
Втрачений HCO3- замінюється хлоридним аніоном, і таким чином виникає нормальний АІ.
- Втрата HCO3- через діарею (блювота викликає гіпохлоремічний алкалоз)
- Втрата HCO3- нирками, тобто проксимальний нирковий тубулярний ацидоз (пНТА), також відомий як НТА 2-го типу
- Дисфункція нирок, тобто дистальний нирковий тубулярний ацидоз (дНТА), також відомий як НТА 1-го типу
- Нирковий гіпоальдостеронізм, тобто НТА 4-го типу, що характеризується підвищеним рівнем калію в сироватці крові.

Існує три типи гіпоальдостеронізму:
1. Низький рівень реніну може бути пов'язаний з діабетичною нефропатією або прийомом нестероїдних протизапальних засобів (та іншими причинами).
2. Низький рівень альдостерону може бути пов'язаний з порушеннями функції надниркових залоз або прийомом інгібіторів АПФ.
3. Низька реакція на альдостерон може бути пов'язана з прийомом калійзберігаючих діуретиків, триметопримом/сульфаметоксазолом або діабетом (та іншими причинами).
- Поглинання
  - Хлорид амонію та ацетазоламід, іфосфамід.
  - Гіпераліментація при повному парентеральному харчуванні
- Деякі випадки кетоацидозу, особливо під час регідратації в/в розчинами, що містять натрій
- Спирти (такі як етанол) можуть спричиняти ацидоз з високим АІ у деяких пацієнтів, але в інших спостерігається змішана картина через супутній метаболічний алкалоз.
- Дефіцит мінералокортикоїдів (хвороба Аддісона)

### Низький аніонний інтервал
Низький АІ часто пов'язаний з гіпоальбумінемією. Альбумін — це аніонний білок, і його втрата призводить до затримки інших негативно заряджених іонів, таких як хлорид і бікарбонат. Оскільки для розрахунку АІ використовуються бікарбонатні та хлоридні аніони, спостерігається його зменшення.
АІ іноді зменшується при множинній мієломі, коли спостерігається підвищення рівня аномального IgG у плазмі (парапротеїнемія).

## Корекція аніонного інтервалу на концентрацію альбуміну
Розраховане значення АІ завжди слід коригувати з урахуванням змін концентрації альбуміну в сироватці крові. Наприклад, у випадках гіпоальбумінемії розраховане значення АІ слід збільшити на 2,3–2,5 мЕкв/л на кожен 1 г/дл зниження концентрації альбуміну в сироватці крові. Поширеними станами, що знижують рівень альбуміну в сироватці крові в клінічних умовах, є крововтрата, нефротичний синдром, кишкова непрохідність та цироз печінки. Гіпоальбумінемія є поширеним явищем у критично хворих пацієнтів.
АІ часто використовується клініцистами як простий інструмент для виявлення наявності аніонів, таких як лактат, які можуть накопичуватися у критично хворих пацієнтів. Гіпоальбумінемія може маскувати незначне підвищення АІ, що призводить до неможливості виявити накопичення невиміряних аніонів. У найбільшому опублікованому на сьогодні дослідженні, що охоплює понад 12 000 наборів даних, Фігге, Белломо та Егі продемонстрували, що некоригований АІ, коли його використовують для виявлення критичних рівнів лактату (більше 4 мЕкв/л), продемонстрував чутливість лише 70,4 %. На противагу цьому скоригований на альбумін АІ продемонстрував чутливість 93,0 %. Коригування на альбумін можна внести за допомогою рівняння Фігге-Ябора-Казди-Фенкла, щоб отримати точний розрахунок АІ, як показано нижче.

### Приклади розрахунків
Враховуючи наступні дані пацієнта з тяжкою гіпоальбумінемією, який страждає на післяопераційну поліорганну недостатність, розрахуйте АІ та скоригований АІ.
Дані:
- [Na+] = 137 мЕкв/л;
- [Cl-] = 102 мЕкв/л;
- [HCO3-] = 24 мЕкв/л;
- [Альбумін норма] = 4,4 г/дл;
- [Альбумін пацієнта] = 0,6 г/дл.

Розрахунки:
- АІ = [Na+] — ([Cl−] + [HCO3-]) = 137 — (102 + 24) = 11 мЕкв/л.
- З корекцією на альбумін  АІк = АІ + 2,5 × ([Альбумін норма] — [Альбумін пацієнта]) = 11 + 2,5 × (4,4 — 0,6) = 20,5 мЕкв/л.

У цьому прикладі скоригований на альбумін АІ (АІк) виявив наявність значної кількості невиміряних аніонів.